# Kinh tuyến gốc (Greenwich)

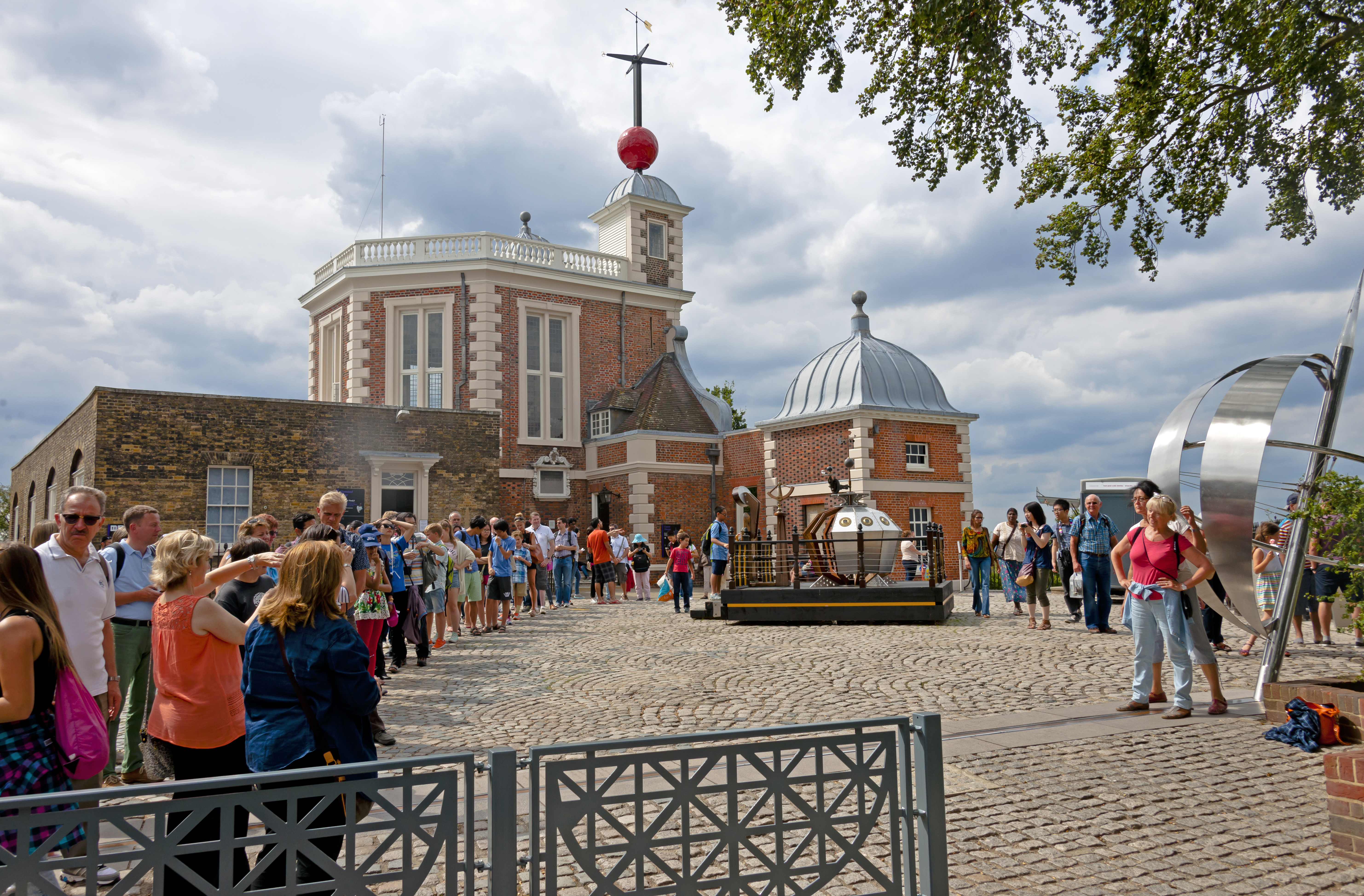
Khách du lịch chụp ảnh ở tượng đài Kinh tuyến gốc

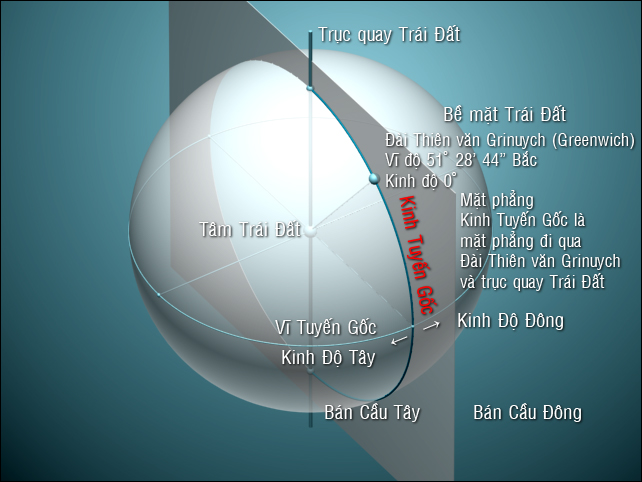
Kinh tuyến gốc và một số các yếu tố trong hệ toạ độ địa lý

Kinh tuyến gốc, còn gọi là kinh tuyến gốc 1 số không là kinh tuyến có kinh độ bằng 0°, đi ngang qua đài thiên văn Hoàng gia Greenwich, Luân Đôn, nước Anh. Bên trái của kinh tuyến gốc là các kinh tuyến Tây, bên phải kinh tuyến gốc là các kinh tuyến Đông.
Trong nhiều thế kỉ trước, El Hierro (còn được gọi là "Đảo Kinh tuyến") của Tây Ban Nha vẫn được coi là điểm mà "kinh tuyến số 0" chạy qua. Ngay từ thế kỉ 2 chính Ptôlêmê đã vận dụng điểm "cực viễn Tây" của lục địa châu Âu để đặt kinh tuyến "mốc 0", nhờ đó mà tất cả mọi điểm trên thế giới, đã được biết đến, đều có tọa độ (kinh độ) Đông và theo quy ước này thì đều dương.
Người ta dùng "kinh tuyến số 0" làm mốc để vẽ bản đồ và để tính toán tọa độ địa lý, nhất là đối với các nhà hàng hải và địa lý của Anh.

## Kinh tuyến Greenwich
Tính đến năm 2017 kinh tuyến Greenwich đi qua:
- Vương quốc Anh,
- Pháp,
- Tây Ban Nha,
- Algeria,
- Mali,
- Burkina Faso,
- Togo,
- Ghana,
- Bán đảo Ashantiland,
- Queen Maud Land ở Châu Nam Cực.